# Telothyria disgrega
Telothyria disgrega là một loài ruồi trong họ Tachinidae.